# Дмитриј Прокошкин
Дмитриј Антонович Прокошкин ( 1903-1988 ) - совјетски научник - специјалиста за метал, професор      ( 1939 ), доктор техничких наука ( 1946 ), заслужни радник науке и технике РСФСР-а ( 1956 ), ректор Московског државног техничког универзитета. Н. Е. Баумана ( 1954-1959 ). Отац Ју. Д. Прокошкина ( 1929-1997 ) - совјетски и руски физичар, специјалиста у области физике елементарних честица, академик Академије наука СССР- а и Руске академије наука .

## Биографија
Д. А. Прокошкин је рођен 14. октобра 1903.године у селу Наскафтим (данашњи Шемишејски округ Пензанске области) у породици столара. Године 1921. због тешке друштвено-економске ситуације у централној Русији, породица Д. А. Прокошкина се преселила у Туркестан, гдје је Д. А. Прокошкин уписао Туркестански државни универзитет у Ташкенту, а затим наставио студије на Московској рударској академији (МГА). По завршетку МГА, 1930. године, остао је на постдипломским студијама Московског института за челик, који је исте године основан на бази Факултета црне металургије Московске државне академије наука  .  
У периоду 1931-1932. године, Д. А. Прокошкин је послат у Лењинград на специјалну обуку на артиљеријском одсјеку Војнотехничке академије Црвене армије . 1932-1947 радио је на Московском институту за челик, гдје је 1936. одбранио докторску дисертацију техничких наука, 1940-1947 био је шеф катедре . 1947-1954 био је начелник Главне управе политехничких универзитета и члан Одбора Министарства високог образовања СССР . Од 1954. Д. А. Прокошкин ради у МВТУ . Од 1954. до 1959. био је ректор Московске Више техничке школе, 1954. организовао је Одсјек за опрему и аутоматизацију топлотне обраде, на чијем је челу био до 1988. године . У исто време Д. А. Прокошкин је био шеф лабораторије Института за металургију. А. А. Бајковска академија наука СССР-а .
Д. А. Прокошкин је преминуо 5. децембра 1988. године у Москви ; сахрањен је на Кунцевском гробљу  .

## Научна дјелатност
Главни научни радови посвећени су проблемима термичке и хемијско-термичке обраде метала и легура и производњи нових челика. Д. А. Прокошкин је један од оснивача нових научних праваца - термомеханичка и јонско-плазмена прерада метала. Студије природно- легираних руда које је спровео Д. А. Прокошкин послужиле су као значајан аргумент за изградњу 1939. године у Оренбуршкој области металуршке фабрике Орск-Халиловски .
Током Великог отаџбинског рата бавио се стварањем специјалних челика и технологијом термичке обраде високоексплозивних фрагментационих граната за далекометне топове и гранате за пробијање бетона. Као резултат тога, поморске оклопне и палубне гранате од 12 и 14 инча успјешно су продрле у Крупове оклопне плоче и експлодирале у унутрашњости брода. Развио је метод очвршћавања алата у топинама цијанидних соли у чврстим и гасовитим медијима, што је омогућило повећање трајности алата (бургија, развртача, обликованих глодала и другог). Указом ГКО од 16. октобра 1943. године овај метод је уведен у 104 фабрике у земљи.
У послијератним годинама, Д. А. Прокошкин је развио методу за наношење заштитних премаза помоћу усијаног пражњења (заједно са Б. Н. Арзамасовим,  1961 ), као и методу високотемпературне термомеханичке обраде ( 1964 ), која се користи за производњу опруга за камионе ЗИЛ . Креирао је аустенитне  хром-манган-алуминијум челике без никла. Утврђени обрасци формирања структуре у процесу међусобне дифузије и хемијско-термичке обраде метала. Развио је оригиналну термичку дифузиону методу за анализу легура и конструисање дијаграма стања и успоставио хомолошки закон дифузије. Спровео је фундаментална истраживања о стварању легура од ватросталних метала.
Док је радио у Министарству високог образовања СССР и као ректор Московске Више техничке школе, велику пажњу је посветио развоју високог техничког образовања у земљи. Учествовао је у обнови универзитета уништених у рату и у стварању нових образовних институција у Чељабинску, Краснојарску, Рјазању и другим градовима. У МВТУ је организовао вечерњи ( 1956 ) и 3 гранска факултета при индустријским предузећима, започео је изградњу зграде за електроенергетски факултет и комплекса хостела у Измаилову .

### Изабрани списи
- Дифузија елемената у чврсто гвожђе: Хемијске и термичке методе обраде челика. — М.; Л., 1938.
- Легуре ниобијума. - М., 1964 (у коауторству) )
- Павел Петрович Аносов: (1799-1851). - М., 1971.
- Хемијско-термичка обрада метала – карбонитрација: [Монографија]. - М., 1984.